# Riso (espressione emotiva)

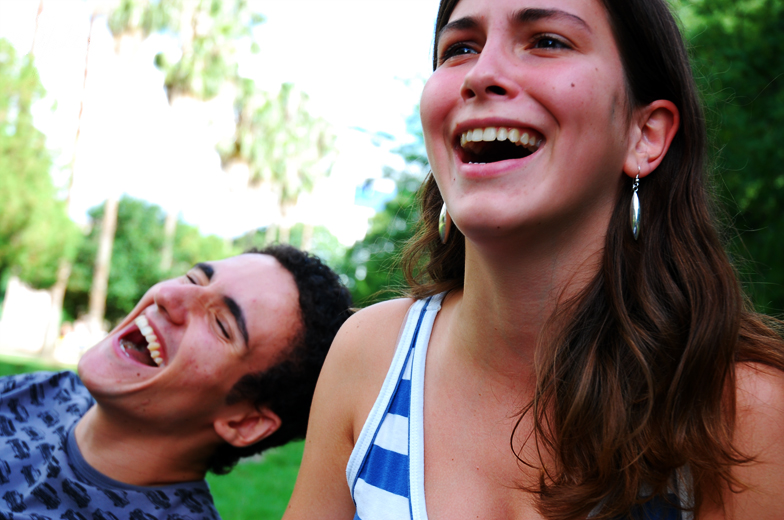
Persone che ridono

Il riso è una reazione nervosa che si manifesta nel comportamento umano in diverse circostanze.
In genere si tratta di una risposta emotiva di fronte ad un'esperienza comica o a sensazioni intense di allegria, piacere, benessere, ottimismo. Tuttavia, il riso può avere anche un ruolo di sfogo di emozioni di natura opposta, come la tristezza e la rabbia; in tal caso, nel linguaggio comune, si parla di "risata nervosa" o "isterica". Possono stimolare il riso anche cause fisiche, a prescindere da qualunque contesto emotivo: per esempio il solletico o l'inalazione di ossido di diazoto (chiamato per l'appunto "gas esilarante").
Il riso si presenta come una modificazione del ritmo respiratorio, con sospensione dell'aspirazione, scosse che si ripercuotono nella laringe, contrazioni concatenate di molti muscoli (in particolare facciali e addominali), scopertura dei denti e, talvolta, lacrimazione.
Se per "riso" si intende in generale la facoltà di ridere, la singola espressione emotiva è detta risata.
Il riso è una manifestazione tipicamente umana che fin dall'antichità ha sollevato interrogativi concettuali di natura filosofica, psicologica, fisiologica e comportamentale. Ciononostante, recenti studi dimostrano che alcuni primati e alcuni roditori reagiscono a stimoli tattili (solletico) con una specie di risata.

## Natura della risata

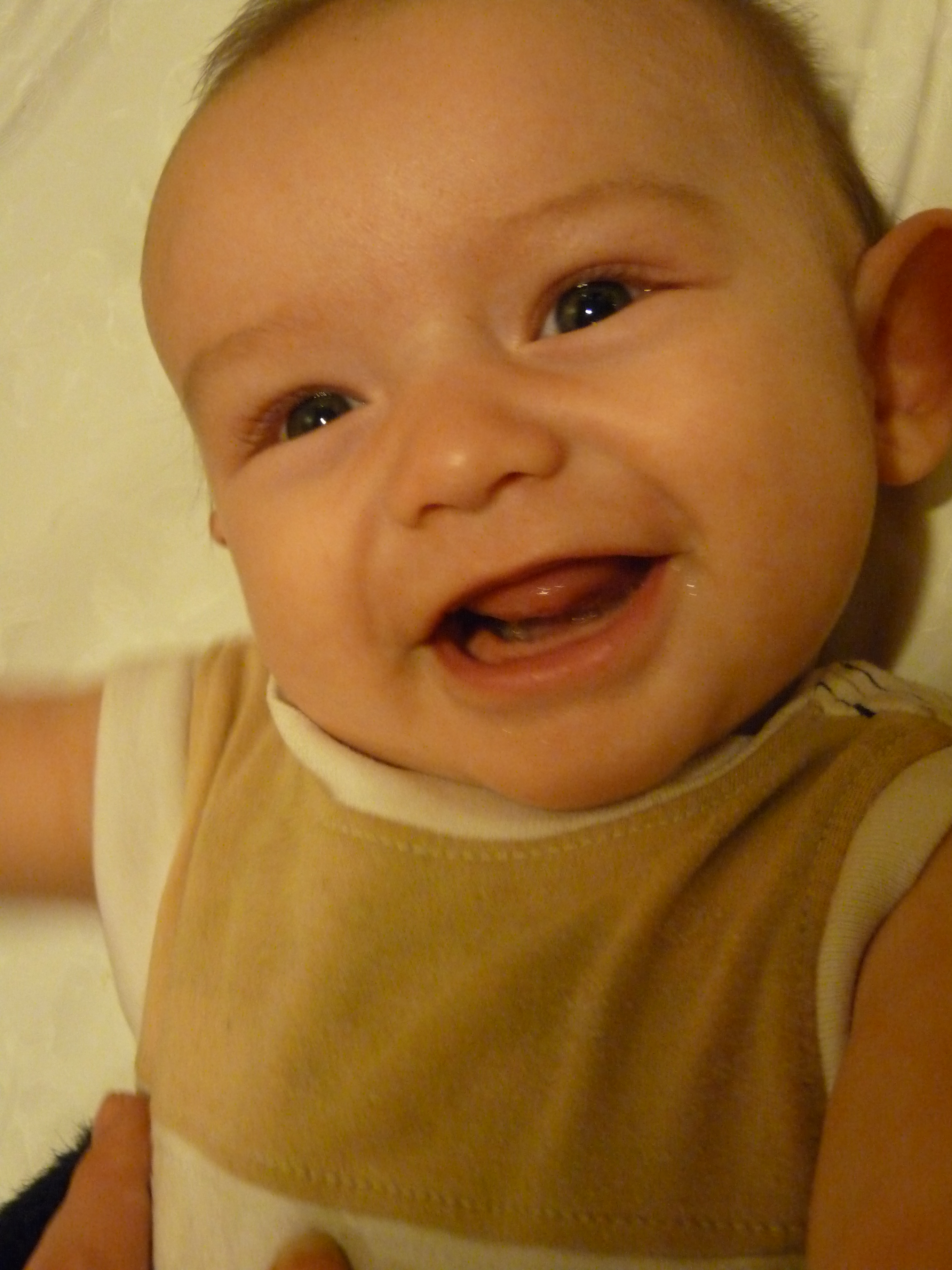
I bambini tipicamente cominciano a ridere verso i quattro mesi d'età

È stato appurato che i bambini ridono molto di più rispetto agli adulti: un bambino ride in media circa 300 volte al giorno rispetto ad un adulto medio, che ride solo circa 20 volte al giorno; tuttavia, questo dipende dal carattere di ogni persona. Infatti, secondo alcuni studi, l'inizio dell'età adulta provoca un cambiamento graduale che approda in una maggiore serietà e una minore propensione alla risata. La risata può essere un'espressione udibile o una manifestazione di eccitazione, provocata da una sensazione interiore di gioia e felicità che può derivare da stimoli come una barzelletta o da solletico. Alcuni ricercatori hanno dimostrato che i neonati già a 17 giorni di età emettono i suoni vocali del ridere o risate. Ciò è in contrasto con studi precedenti che indicano la nascita della risata nei bambini a circa quattro mesi di età. Il ricercatore Robert Provine ha dichiarato: "La risata è un meccanismo che ognuno di noi ha; la risata fa parte del vocabolario umano universale. Ci sono migliaia di lingue, centinaia di migliaia di dialetti, ma tutti ridono più o meno allo stesso modo". Infatti i bambini hanno la capacità di ridere prima ancora di parlare; anche i bambini che nascono ciechi e sordi conservano tuttavia la capacità di ridere.
Provine sostiene che "La risata è una vocalizzazione primitiva ed inconscia" e afferma che ha una base probabilmente genetica. In uno studio chiamato "Giggle Twins (gemelle ridacchianti)", che riguardava due gemelle separate alla nascita e riunite solo 43 anni dopo, Provine riporta che "fino a quando non si rincontrarono, nessuna di queste due signore, eccezionalmente felici, aveva conosciuto qualcuno che ridesse tanto quanto loro", nonostante i loro genitori adottivi fossero "poco espansivi e austeri." Il ricercatore asserisce che le gemelle "avevano ereditato [geneticamente] alcuni aspetti del proprio modo di ridere, di prontezza alla risata e forse anche il particolare tipo di umorismo."
Norman Cousins ha sviluppato un programma di recupero che incorpora megadosi di vitamina C, insieme ad un atteggiamento positivo, di amore, fede, speranza e risate indotte dai film dei Fratelli Marx. "Ho fatto la gioiosa scoperta che dieci minuti di genuine risate a crepapelle hanno avuto su di me un effetto anestetico, e mi hanno dato almeno due ore di sonno senza dolori", ha affermato Cousins, continuando che "quando l'effetto antidolorifico della risata mi passava, accendevamo di nuovo il proiettore cinematografico e, non di rado, acquisivo un altro intervallo dal dolore."
Gli scienziati hanno notato delle somiglianze nelle forme di risata indotte da solletico tra vari primati, il che suggerisce che la risata derivi da una comune origine tra le specie dei primati.
Una condizione neurologica molto rara è stata osservata in certi malati che non sono in grado di ridere ad alta voce - condizione nota come "afonogelia".

## Neurofisiologia della risata

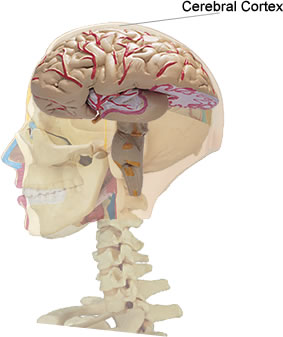
Posizione della corteccia cerebrale

La neurofisiologia indica che la risata è collegata all'attivazione della corteccia prefrontale ventromediale che produce le endorfine. Gli scienziati hanno dimostrato che anche parti del sistema limbico sono coinvolti nella risata. Tale sistema è deputato all'elaborazione e all'espressione delle emozioni; le sue strutture coinvolte nella risata sono l'ippocampo e l'amigdala.

Rappresentazione tridimensionale del Diencefalo (in rosso) nel cervello umano.

Il bollettino della American Medical Association del 7 dicembre 1984, descrive il funzionamento neurologico della risata come segue:
Sebbene non si conosca con esattezza il "centro della risata" nel cervello, il suo meccanismo neurale è stato oggetto di molte speculazioni, per lo più inconcludenti. Però è evidente che la sua espressione dipende da percorsi neurali derivanti da una stretta associazione con i centri telencefalici e diencefalici, coinvolti nella respirazione. Wilson considera che il meccanismo sia localizzabile nella regione del talamo mediale, l'ipotalamo e il subtalamo. Kelly e colleghi a loro volta hanno postulato che il tegmentum, vicino alla sostanza grigia periacqueduttale, contenga il meccanismo di integrazione dell'espressione emotiva. Quindi i percorsi supranucleari, tra cui quelli del sistema limbico che Papez ipotizzò mediassero le espressioni emotive come la risata, probabilmente sono in relazione sinaptica col nucleo reticolare del tronco cerebrale. Quindi, mentre le reazioni puramente emotive come la risata sono mediate da strutture subcorticali, in particolare l'ipotalamo, e sono stereotipate, la corteccia cerebrale può modularle o sopprimerle."

## La risata e la salute

Le risate di Totò, qui nei panni di Felice Sciosciammocca nella trasposizione cinematografica di Miseria e nobiltà (1954)

Nel 2005 è stata riportato, da ricercatori del Centro Medico dell'Università del Maryland, un legame tra la risata e una sana funzione dei vasi sanguigni, scoprendo che la risata provoca la dilatazione del rivestimento interno dei vasi sanguigni, il tessuto endoteliale, e aumenta il flusso sanguigno. I dottori Michael Miller (Università del Maryland) e William Fry (Università di Stanford), teorizzarono che le beta-endorfine rilasciate dall'ipotalamo potessero attivare i recettori nella superficie endoteliale rilasciando ossido nitrico, con la conseguente dilatazione dei vasi. Altre proprietà cardio-protettive del monossido di azoto includono la riduzione di infiammazioni e la diminuzione dell'aggregazione piastrinica.
È stato anche dimostrato che la risata ha effetti benefici su vari altri aspetti della biochimica. Ad esempio, la risata porta alla riduzione degli ormoni dello stress, come il cortisolo e l'adrenalina. Quando si ride il cervello rilascia anche quelle endorfine che possono alleviare il dolore fisico. La risata inoltre aumenta il numero di cellule produttrici di anticorpi e migliora l'efficacia delle cellule T, creando un sistema immunitario più forte.

## Cause

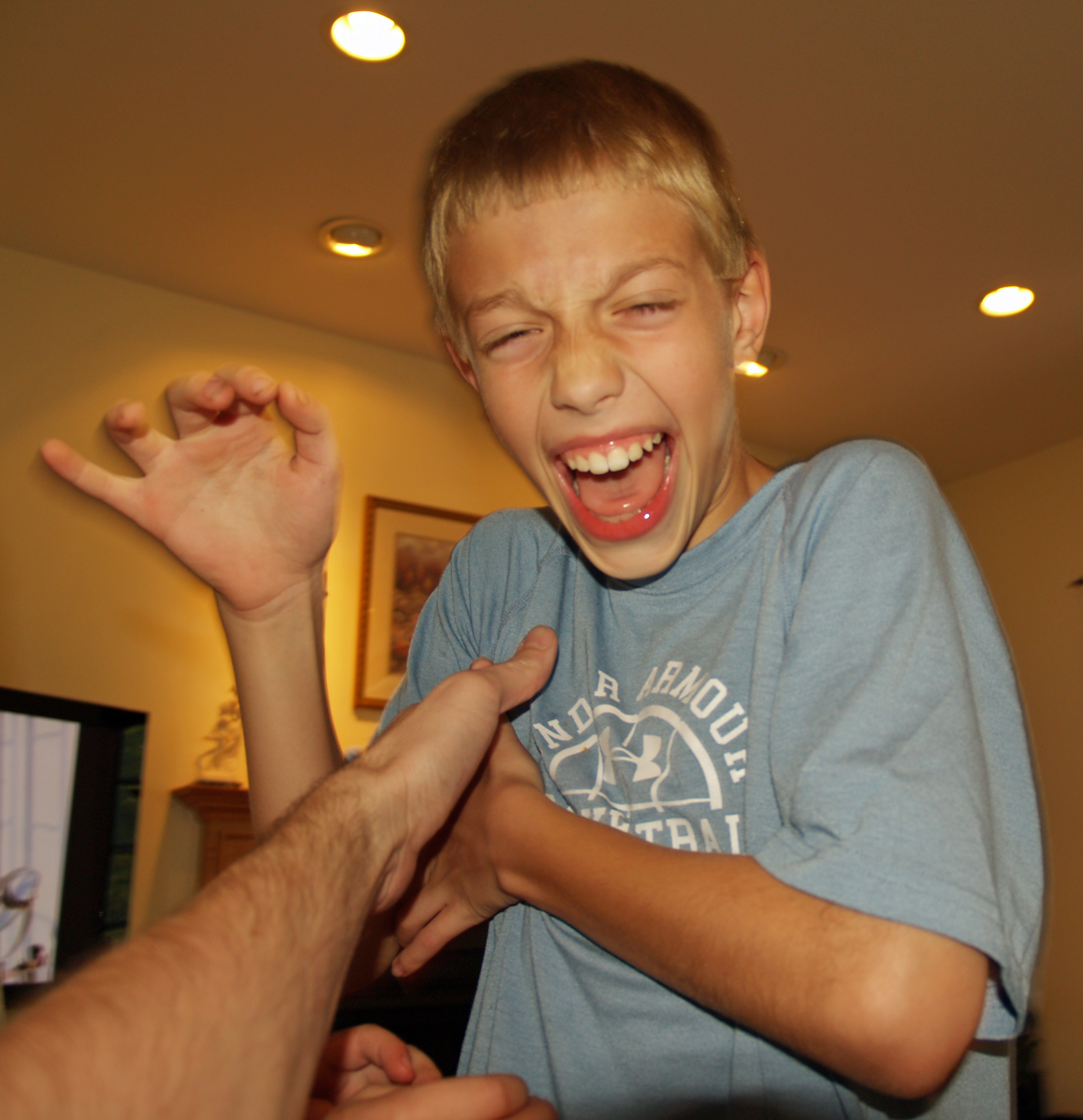
La risata è una reazione comune al solletico

Le cause più comuni della risata sono le sensazioni di gioia e umorismo, ma anche altre situazioni possono provocare risate.
Una teoria generale che spiega la risata è chiamata la teoria del sollievo. Sigmund Freud riassunse nella sua teoria che il riso rilascia tensione ed "energia psichica". Questa teoria è una delle giustificazioni alle affermazioni che attestano il beneficio che la risata porta alla salute. Tale teoria spiega il motivo per cui la risata possa essere usata come "meccanismo di sopportazione" quando si è tristi o agitati.
Il filosofo John Morreall, fondatore della Società Internazionale di Studi sull'Umorismo (ISHS), asserisce che la risata umana potrebbe avere le sue origini biologiche da una sorta di espressione condivisa di sollievo al superamento di pericolo. Friedrich Nietzsche, al contrario, suggeriva che la risata fosse una reazione al senso di solitudine esistenziale e alla mortalità, che solo gli esseri umani sentono.
Per esempio: una barzelletta generalmente crea un'incoerenza, e chi la ascolta cerca automaticamente di capire che cosa significa tale incoerenza; se gli spettatori riescono a risolvere questo "indovinello cognitivo" e si rendono conto che la sorpresa non è pericolosa, allora essi ridono di sollievo. Altrimenti, se l'incongruenza non è risolta, non c'è risata, come Mack Sennett ha sottolineato: "Quando il pubblico è confuso, non ride". Questa è una delle leggi fondamentali del comico, denominata "esattezza". È importante notare che a volte l'incoerenza può essere risolta, ma potrebbe non esserci lo stesso nessuna risata. Poiché la risata è un meccanismo sociale, il pubblico potrebbe non percepire di "essere in pericolo" e la risata non si verificherebbe. Inoltre, la misura dell'incoerenza e gli aspetti di tempo e ritmo hanno a che fare con la quantità di pericolo che il pubblico percepisce, e quindi con quanto a lungo e forte rida.
La risata può anche essere provocata dal solletico. Sebbene la maggior parte delle persone lo trovi sgradevole, il solletico è spesso causa di forti risate, ed è considerato un riflesso fisico spesso incontrollabile.

## Tipi di risata
La risata può essere classificata in vari modi. In base all'intensità: il ridacchiare, il cachinno (la risata sguaiata), la risatina, il riso represso, lo sghignazzamento, la risata di pancia (a crepapelle), lo scoppio di risa. Secondo l'apertura di bocca: risolino, sogghigno, sghignazzo. Secondo il modo respiratorio: sbuffata ilare. Secondo l'emozione: sollievo, allegria, gioia, felicità, imbarazzo, scuse, confusione, risata nervosa, risata paradossale, risata di cortesia, risata malvagia. Le risate possono essere classificate anche in base alla sequenza di note o tonalità che producono.
È stato anche determinato che gli occhi si inumidiscono durante la risata, come riflesso delle ghiandole lacrimali.

## Aspetti negativi
La risata non è sempre un'esperienza piacevole ed è associata a diversi fenomeni negativi. L'eccessivo ridere può portare a cataplessia e a spiacevoli attacchi di risa, esaltazione eccessiva e colpi ricorrenti di sghignazzate - da considerarsi tutti aspetti negativi del ridere. Attacchi sgradevoli di risate, o "falsa allegria", di solito si verificano in persone che hanno una condizione neurologica, tra cui i pazienti con sindrome pseudobulbare, sclerosi multipla e malattia di Parkinson. Questi pazienti sembrano ridere di divertimento, ma poi riferiscono di sentire sensazioni indesiderate "al momento della battuta". L'esaltazione eccessiva è un sintomo comune associato con psicosi maniaco-depressiva e mania/ipomania. Coloro che soffrono di psicosi schizofreniche sembrano soffrire del sintomo contrario — non capiscono l'umorismo o non ottengono nessuna gioia da esso. Un eccesso di risa è un momento anomalo in cui non si può controllare la risata o il proprio corpo, a volte causando convulsioni o un breve periodo di incoscienza. Alcuni credono che gli eccessi di risa rappresentino una forma di epilessia.

## La risata nella letteratura

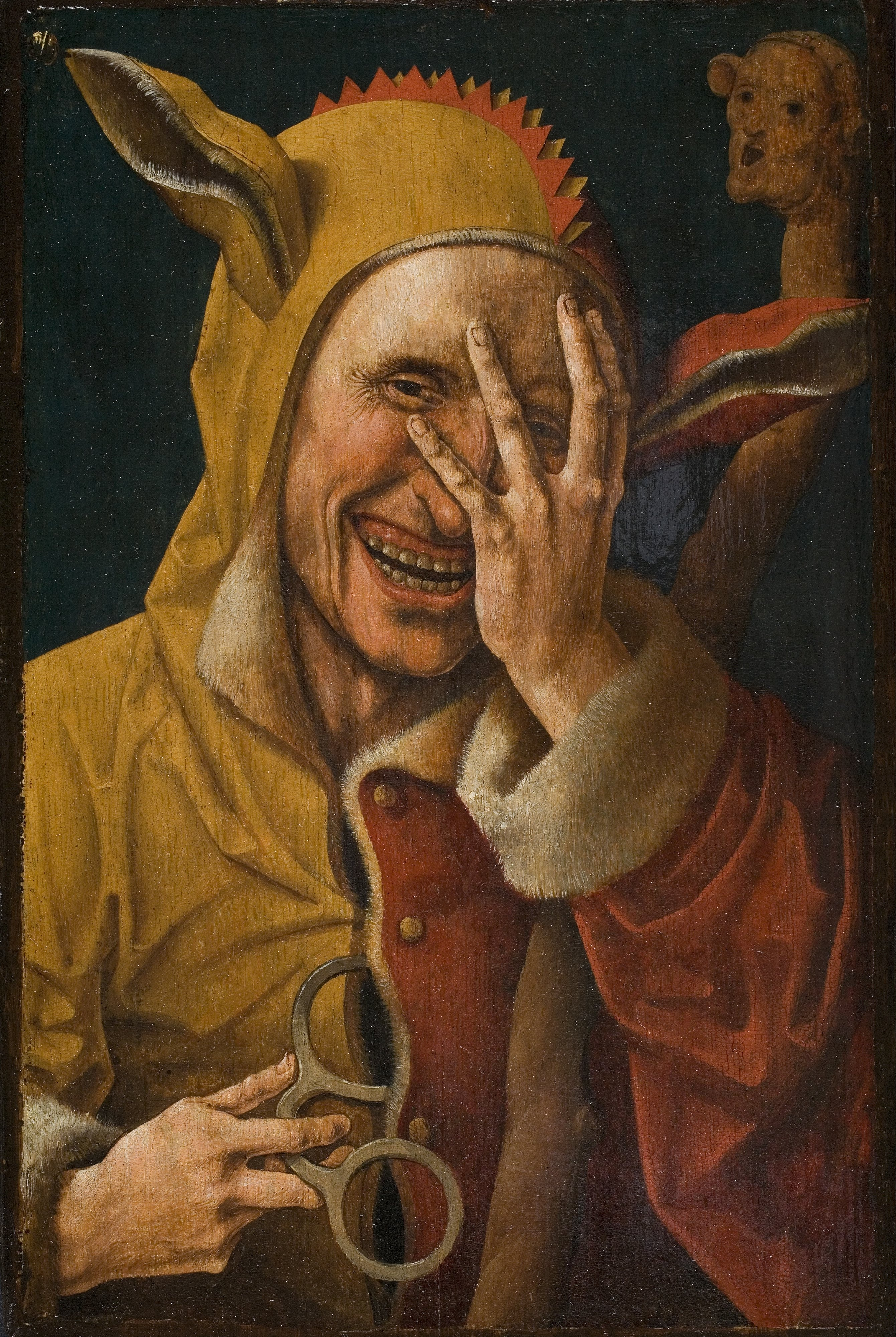
Sciocco che ride, dipinto olandese del 1500 ca.

La risata, sebbene secondo alcuni sia un fenomeno poco studiato, ha ricevuto attenzione per millenni in letteratura. L'uso dell'umorismo e della risata in opere letterarie è stato studiato e analizzato da molti pensatori e scrittori, a partire dagli antichi filosofi greci fino all'epoca contemporanea. Il riso. Saggio sul significato del comico (di Henri Bergson, 1900) è un notevole contributo del XX secolo.

### La risata nella Grecia antica

#### Erodoto
Per Erodoto, si può distinguere il ridere in tre tipi:
- Coloro che sono innocenti da misfatti, ma ignoranti della propria vulnerabilità.
- Coloro che sono pazzi.
- Coloro che sono troppo sicuri di sé.

Secondo l'accademico americano Donald Lateiner, Erodoto scrive del ridere per valide ragioni letterarie e storiologiche. "Erodoto crede che la natura (o meglio, la sua direzione da parte degli dèi) e la natura umana coincidano sufficientemente, oppure che quest'ultima non è che un aspetto o analogia della prima, cosicché l'esito viene suggerito al destinatario." Nell'esaminare la risata, Erodoto si convince che essa sveli al lettore qualcosa sul futuro e/o chiarisca il carattere della persona che ride. Infatti, non è un caso che in circa l'80% delle volte in cui Erodoto parla della risata, essa sia seguita da una punizione. "Gli uomini la cui risata merita un riscontro, sono segnati, perché la risata connota sdegno sprezzante, un senso arrogante di superiorità, e questo sentimento e le azioni che ne derivano attirano l'ira degli dei."

### La risata moderna e l'umorismo

#### Hobbes
Thomas Hobbes intende la superiorità della risata in un senso molto più ampio di quello estetico e quasi-morale di Aristotele: le basi della teoria della superiorità sono sicuramente greche. Con le parole di Hobbes, "La passione della risata non è altro che la gloria improvvisa derivante dal concepimento improvviso di una qualche eminenza in noi stessi, in confronto con l'infermità di altri, o con la nostra precedentemente."

#### Schopenhauer
Arthur Schopenhauer dedica alla risata il 13º capitolo della prima parte della sua opera principale, Il mondo come volontà e rappresentazione.

#### Nietzsche
Friedrich Nietzsche distingue due scopi differenti per l'utilizzo delle risate. Secondo il filosofo, l'uomo utilizza il comico come terapia contro la veste restrittiva della moralità logica e della ragione. Ha bisogno di tanto in tanto di una regressione innocua dalla ragione e dal disagio; in questo senso la risata per Nietzsche ha un carattere positivo." La risata può tuttavia avere anche una connotazione negativa quando viene utilizzata per l'espressione di un conflitto sociale. Ciò viene espresso, per esempio, in La gaia scienza: "Risata - Ridere significa essere schadenfroh, ma con la coscienza pulita."
"Forse le opere di Nietzsche avrebbero avuto un effetto totalmente diverso, se il giocoso, l'ironico e lo scherzoso nei suoi scritti fossero stati presi in considerazione in modo migliore."

#### Bergson
Nel suo Il riso. Saggio sul significato del comico, il filosofo francese Henri Bergson, rinomato per i suoi studi filosofici sul materialismo, la memoria, la vita e la coscienza, cercò di determinare le leggi del comico e capire le cause fondamentali delle situazioni umoristiche. Il suo metodo consiste nel determinare le cause del comico invece di analizzarne gli effetti. Affronta inoltre la risata in relazione alla vita umana, all'immaginazione collettiva e all'arte, per avere una migliore conoscenza della società. Una delle teorie del filosofo è che la risata, come attività collettiva, ha un ruolo sociale e morale: costringe le persone ad eliminare i loro vizi. È un fattore di uniformità dei comportamenti, condanna i comportamenti ridicoli ed eccentrici.
In questo saggio Bergson afferma che vi è una causa centrale per tutte le situazioni comiche, che nascono da una meccanizzazione applicata alla vita. La fonte basilare del comico è la presenza di inflessibilità e rigidità nella vita. In effetti, per Bergson, l'essenza della vita è movimento, elasticità e flessibilità, e ogni situazione comica è dovuta alla presenza di rigidità e di scarsa elasticità di vita. Quindi la fonte del comico non è la bruttezza ma la rigidità. Tutti gli esempi presi da Bergson (un uomo che cade per strada, i cartoni animati, l'imitazione, l'applicazione automatica di convenzioni e regole, la distrazione, i gesti ripetitivi di un oratore, la somiglianza tra due facce...) sono situazioni comiche perché danno l'impressione che la vita sia soggetta a rigidità, automatismo e meccanizzazione.
Bergson ha effettivamente avuto questa idea da Schopenhauer, che spiega come la risata emerga dalla collisione tra intuizione e ragione.
Infine, Bergson osserva che la maggior parte delle situazioni comiche non fanno ridere perché fanno parte delle abitudini collettive. Quindi definisce la risata come un'attività intellettuale che richiede un approccio immediato a una situazione comica, totalmente distaccato da una qualsiasi forma di emozione o sensibilità. Una situazione fa ridere, quando l'attenzione e l'immaginazione sono concentrate sulla resistenza e la rigidità del corpo. Così qualcuno diventa risibile ogni volta che dà l'impressione di essere una cosa o una macchina.